# Moreira do Lima
Moreira do Lima ist ein Ort und eine ehemalige Gemeinde (Freguesia) im nordportugiesischen Kreis Ponte de Lima der Unterregion Minho-Lima. Die Gemeinde hatte 875 Einwohner (Stand 30. Juni 2011).
Am 29. September 2013 wurden die Gemeinden Moreira do Lima und Cabração zur neuen Gemeinde Cabração e Moreira do Lima zusammengeschlossen. Moreira do Lima ist Sitz dieser neu gebildeten Gemeinde.

## Bauwerke
- Kapelle von Moreira do Lima oder Kapelle Espírito Santo